# Urbanisation en Chine

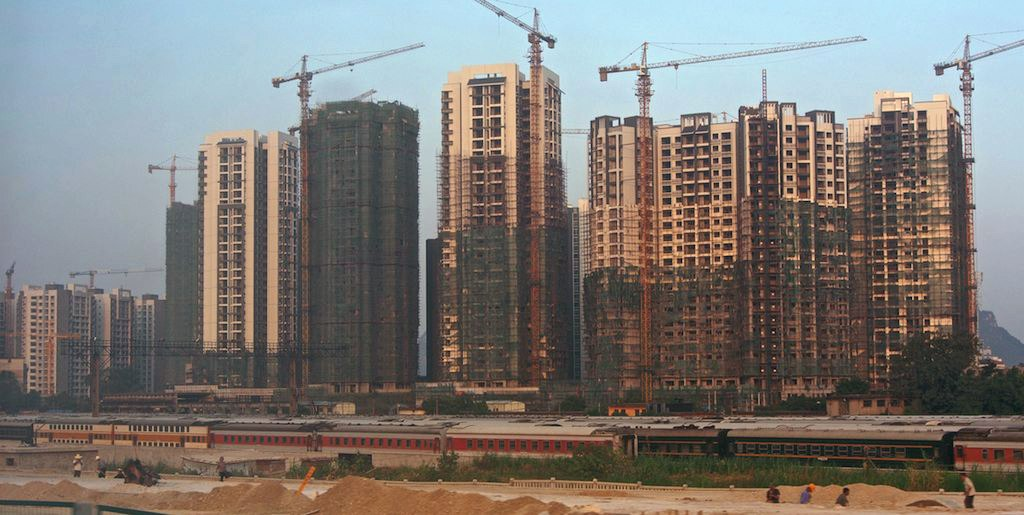
Travaux de construction urbaine dans une ville chinoise, 2013

L'Urbanisation en Chine s'est accélérée après le lancement de la politique de réforme et d'ouverture. En 2022, le taux d'urbanisation de la Chine était de 64,7 % et devrait atteindre 75 à 80 % en 2035.
En 2010, l'OCDE, sur la base de la zone urbaine fonctionnelle (ZUF), estime qu'il y a actuellement 15 mégapoles en Chine.

## Histoire
L'accroissement de l'urbanisation de la Chine a été l'une des nombreuses fonctions des excédents produits par les secteurs agricoles en Chine (dépendance agricole et pastorale). Ce jugement se fonde sur (1) le fait que ce n'est qu'à la fin de la période Qing que les Chinois ont commencé à importer des quantités modérées de denrées alimentaires du monde extérieur pour aider à nourrir leur population ; et (2) le fait que le secteur artisanal n'a jamais remis en cause la domination de l'agriculture dans l'économie malgré une relation symbiotique entre eux.
De même, l'urbanisation a rarement dépassé dix pour cent de la population totale, même si de grands centres urbains ont été créés. Par exemple, pendant le règne des Song, la capitale du nord Kaifeng (des Song du nord) et la capitale du sud Hangzhou (des Song du sud) comptaient respectivement 1,4 million et un million d'habitants. En outre, il était courant que les résidents urbains aient également un pied dans le secteur rural en raison des droits de propriété foncière privée.

### Histoire moderne

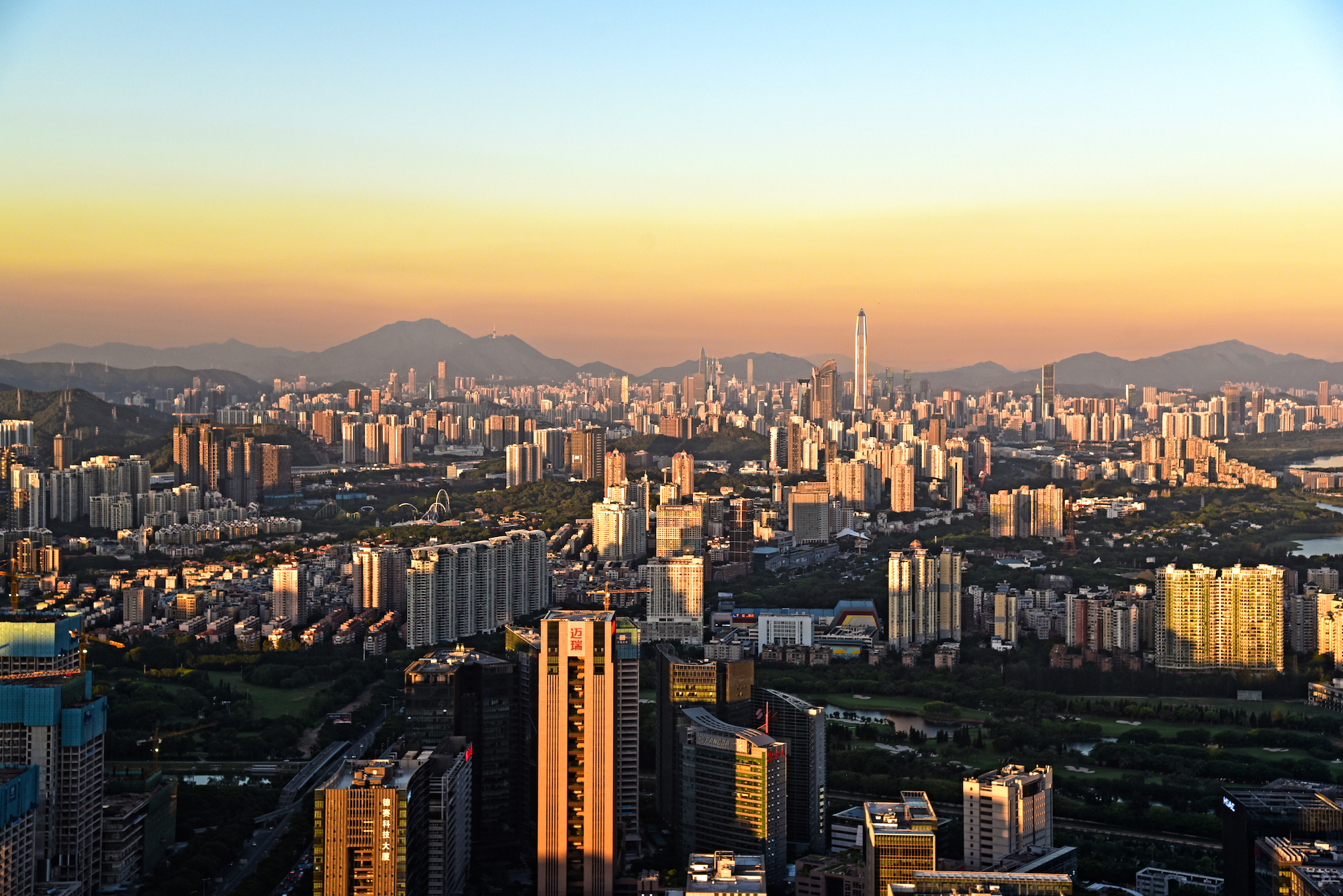
À l'origine un ensemble de villages de pêcheurs, Shenzhen est rapidement devenue l'une des plus grandes villes de Chine.

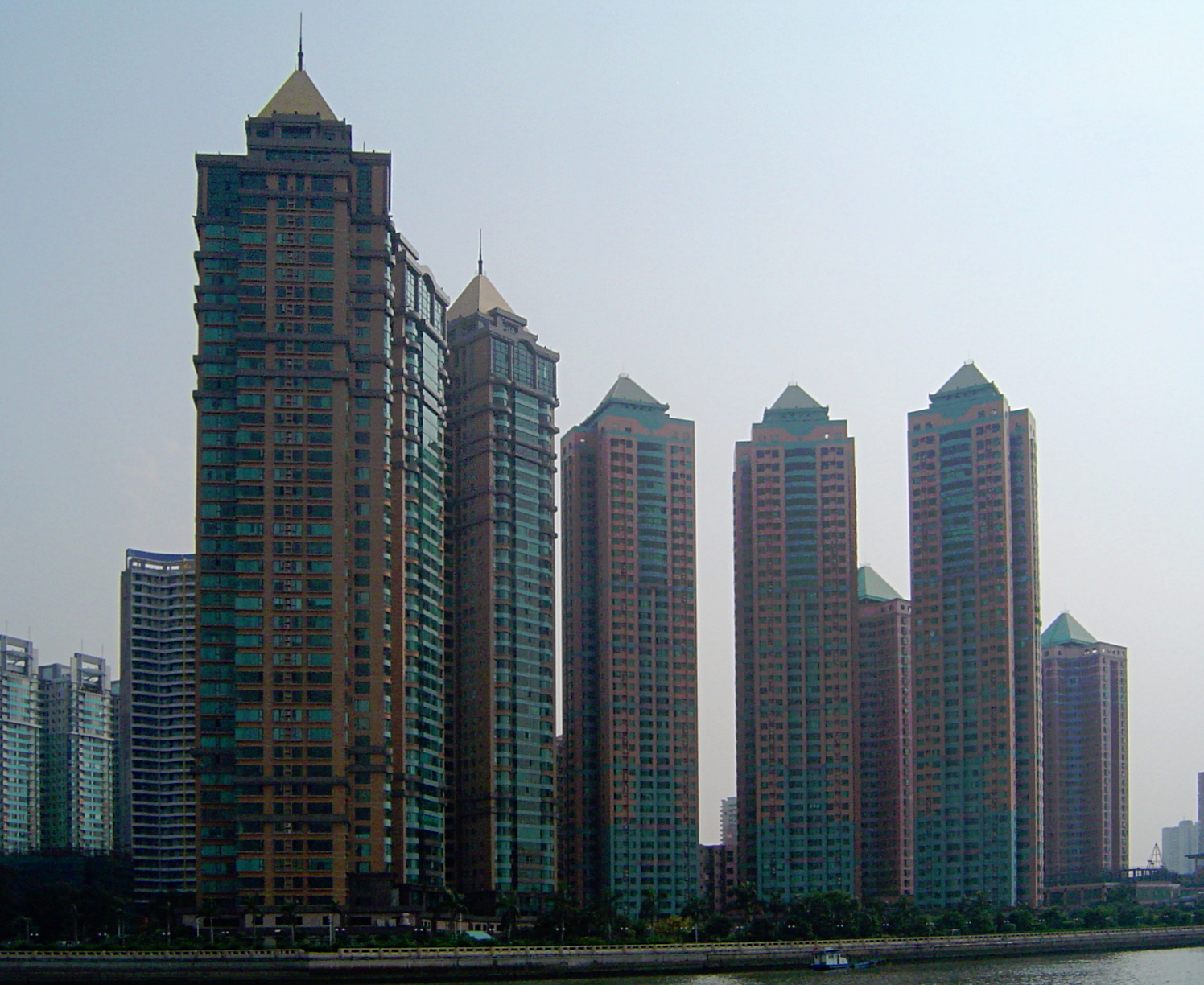
Immeubles d'appartements à Guangzhou.

La population urbaine a augmenté régulièrement d'environ 3% à 20% de 1950 à 1965. La population urbaine a connu un «grand bond» en 1958-1961 lors du «grand bond en avant» en conjonction avec l'effort massif d'industrialisation. Pendant les années de la Révolution culturelle de 1965 à 1975, la croissance de la population urbaine a chuté en raison de la «rustication». De 1962 à 1978, on estime près de 18 millions de jeunes urbains se sont déplacés vers la campagne.
Cependant, après le lancement des réformes à la fin de 1978, la croissance de la population urbaine a commencé à s'accélérer. L'afflux d'investissements directs étrangers a créé des opportunités d'emploi massives, ce qui a favorisé la croissance de la population urbaine. Dans les années 1990, la croissance de la population urbaine a commencé à ralentir. Cela reflète une augmentation plus lente de la croissance de l'emploi à la suite de la restructuration des entreprises publiques.
La majorité de la population chinoise vit dans la partie orientale du pays, la Chine traditionnelle proprement dite. La plupart sont des paysans vivants, comme leurs ancêtres, dans les collines basses et les plaines centrales qui s'étendent des hautes terres vers l'est et vers le sud jusqu'à la mer. L'agriculture prédomine dans cette vaste zone, généralement favorisée par un climat tempéré ou subtropical. Les champs méticuleusement labourés témoignent en partie de la préoccupation constante du gouvernement concernant la production agricole et l'approvisionnement alimentaire.
Bien que la migration vers les zones urbaines ait été restreinte depuis la fin des années 1950, à la fin de 1985, environ 33% de la population était urbaine. Un couloir urbain et industriel a formé un large arc s'étendant de Harbin au nord-est à travers la région de Pékin et au sud jusqu'à la plus grande ville de Chine, le complexe métropolitain industriel de Shanghai.
Le modèle inégal de développement interne et de peuplement, si fortement orienté vers la partie orientale du pays, changera sans aucun doute relativement peu, même avec un intérêt croissant pour l'exploitation des parties riches en minéraux et productives sur le plan agricole des vastes régions du nord-ouest et du sud-ouest. Le terrain et le climat défavorables de la plupart de ces régions ont historiquement découragé une population dense.
En 1987, la Chine comptait au total vingt-neuf unités administratives de niveau provincial relevant directement du gouvernement central à Pékin. En plus des vingt-et-une provinces (sheng), il y avait cinq régions autonomes (zizhiqu) pour les nationalités minoritaires et trois municipalités spéciales (shi) - les trois plus grandes villes, Shanghai, Pékin et Tianjin. (La création de l'île de Hainan en tant qu'unité de niveau provincial distincte de la province du Guangdong était prévue en 1988). Un changement en 1979 des limites administratives au niveau provincial dans la région du nord-est a restauré la région autonome de Mongolie intérieure à sa taille d'origine (elle avait été réduite d'un tiers en 1969) aux dépens des provinces du Heilongjiang, du Jilin et du Liaoning. Les zones urbaines ont ensuite été subdivisées en unités administratives de niveau inférieur commençant par les municipalités et s'étendant jusqu'au niveau du quartier.
Le rythme de l'urbanisation en Chine entre 1949 et 1982 a été relativement lent en raison de la croissance rapide de la population rurale et des restrictions strictes imposées à l'exode rural pendant la majeure partie de cette période. D'après les recensements de 1953 et de 1982, la population urbaine en pourcentage de la population totale est passée de 13,3 à 20,6 % au cours de cette période. De 1982 à 1986, cependant, la population urbaine a augmenté de façon spectaculaire pour atteindre 37 % de la population totale. Cette forte augmentation est le résultat d'une combinaison de facteurs. L'un d'eux est la migration d'un grand nombre de travailleurs agricoles excédentaires, déplacés par le système de responsabilité agricole, des zones rurales vers les zones urbaines. Un autre facteur est la décision prise en 1984 d'élargir les critères de classification d'une zone en tant que ville ou village. En 1984, le nombre de villes répondant aux nouveaux critères urbains a plus que doublé, et la population des villes urbaines a doublé. Au milieu des années 80, les démographes s'attendaient à ce que la proportion de la population vivant dans les villes et les villages avoisine les 50 % au début du 21e siècle. Cette croissance urbaine devait résulter principalement de l'augmentation du nombre de villes de petite et moyenne taille plutôt que de l'expansion des grandes villes existantes.
Les statistiques de la Chine concernant la population urbaine peuvent parfois être trompeuses en raison des différents critères utilisés pour calculer la population urbaine. Dans le recensement de 1953, le terme "urbain" désignait essentiellement les agglomérations de plus de 2 500 habitants, dans lesquelles plus de 50 % de la main-d'œuvre était engagée dans des activités non agricoles. Le recensement de 1964 a porté le seuil à 3 000 habitants et la proportion de travailleurs non agricoles à 70 %. Le recensement de 1982 a utilisé le minimum de 3 000/70 %, mais a introduit des critères de 2 500 à 3 000 et de 85 % également. En outre, pour calculer la population urbaine, le recensement de 1982 a apporté un changement radical en incluant la population agricole résidant dans les limites de la ville. Cela explique le bond spectaculaire de la population urbaine, qui est passée de 138,7 millions à la fin de 1981 à 206,6 millions lors du recensement de 1982. En 1984, les lignes directrices relatives à la population urbaine ont encore été assouplies, autorisant des totaux de population minimum et des pourcentages de population non agricoles inférieures. Les critères variaient selon les unités de niveau provincial.
Bien que la population urbaine du pays - 382 millions de personnes, soit 37 % de la population totale au milieu des années 80 - soit relativement faible par rapport aux pays développés, le nombre de personnes vivant dans les zones urbaines en Chine était supérieur à la population totale de tous les pays du monde, à l'exception de l'Inde. Les quatre villes chinoises les plus peuplées en 1985 étaient Shanghai, avec 7 millions d'habitants, Beijing, avec 5,9 millions d'habitants, Tianjin, avec 5,4 millions d'habitants, et Shenyang, avec 4,2 millions d'habitants. La répartition disproportionnée de la population dans les grandes villes est le résultat de l'accent mis par le gouvernement après 1949 sur le développement des grandes villes par rapport aux zones urbaines plus petites. En 1985, les 22 villes les plus peuplées de Chine avaient une population totale de 47,5 millions d'habitants, soit environ 12 % de la population urbaine totale de la Chine. Le nombre de villes ayant une population d'au moins 100 000 habitants est passé de 200 en 1976 à 342 en 1986.
En 1987, la Chine adopte une stratégie en trois volets pour maîtriser la croissance urbaine : limiter strictement la taille des grandes villes (celles de 500 000 habitants ou plus) ; développer des villes moyennes (200 000 à 500 000) ; et favoriser la croissance des petites villes (100 000 à 200 000). Le gouvernement a également encouragé le développement de petits centres commerciaux et communaux qui n'étaient pas alors officiellement désignés comme des lieux urbains, espérant qu'ils seraient éventuellement transformés en villes et petites villes. Pour en savoir plus sur cette dimension sous-étudiée de l'urbanisation chinoise, voir le numéro spécial de Perspectives chinoises (septembre 2013) édité par Ben Hillman et Jon Unger de l'Université nationale australienne. Les grandes et moyennes villes étaient considérées comme des centres d'industrie lourde et légère, et les petites villes et les villes étaient considérées comme des emplacements possibles pour les activités d'artisanat et d'atelier, utilisant la main-d'œuvre fournie principalement par le surplus rural. L'urbanisation des petites et moyennes villes a créé des défis différents pour les zones ethniquement diverses, conduisant dans certains cas à une stratification ethnique de la main-d'œuvre et à un plus grand potentiel de conflit ethnique.
En 2005, la Chine comptait 286 villes. La plupart des villes chinoises ont une population d'un million d'habitants et moins. Shanghai est la plus grande ville de Chine, avec une population de 19 millions d'habitants, suivie de Pékin avec une population de 17,4 millions d'habitants. Ce sont les deux mégapoles de Chine.
De 2010 à 2025, le ministère du Logement et du Développement urbain-rural estime que 300 millions de Chinois vivant actuellement en zone rurale s'installeront dans les villes. Le rythme rapide de l'urbanisation créera au moins un billion de yuans d'opportunités d'investissement annuelles dans la construction d'approvisionnement en eau, le traitement des déchets, le chauffage et d'autres services publics dans les villes. Le gouvernement chinois démolit également des villages ruraux et construit de nouvelles villes et villages pour relocaliser les villageois. Il vise à terme à intégrer environ 70 % de la population chinoise, soit environ 900 millions de personnes, dans les villes d'ici à 2025.

## Caractéristiques de l'urbanisation
Selon Bai et al., il existe cinq caractéristiques d'un système urbain. La première est que les zones urbaines échangent ouvertement des ressources avec le monde extérieur à la zone. Un exemple est lorsque des aliments provenant de fermes ou de jardins sont amenés dans une ville pour que les citadins les mangent au restaurant ou les achètent dans les épiceries. La deuxième caractéristique est que les villes sont « complexes, auto-organisées, adaptatives et en constante évolution » (Bai et al. 218). Les zones urbaines comptent de nombreux types de personnes et d'entreprises différentes, et l'on assiste à un changement constant de l'emplacement des personnes dans la ville. Les villes finissent souvent par être organisées avec différents types de personnes dans différentes zones. Les gens ont tendance à se diriger vers ceux qui ont des intérêts ou des objectifs de vie similaires. Les zones urbaines comptent de nombreuses personnes capables de s'adapter aux situations et de s'entraider lorsque quelque chose se produit et affecte négativement la communauté. La troisième caractéristique, selon Bai et al, est la présence de multiples agences. Ces agences travaillent à l'intérieur et à l'extérieur des limites de la zone urbaine. Les agences travaillent avec des clients qui vivent et travaillent dans la zone urbaine, mais traitent également des affaires avec des agences ou des personnes vivant plus loin. La quatrième caractéristique est que les zones urbaines sont "encastrées" dans des structures plus grandes qui contiennent la zone urbaine elle-même. En Chine, les zones urbaines font toujours partie de la Chine et relèvent du gouvernement chinois. Les villes elles-mêmes ne sont pas des structures indépendantes du pays dans son ensemble. La cinquième et dernière caractéristique est que les villes peuvent avoir des conséquences intentionnelles et non intentionnelles. L'une des principales répercussions involontaires est l'impact environnemental de l'urbanisation.
En Chine, les zones urbaines ont une consommation d'énergie plus élevée que les zones rurales du pays. Les émissions de carbone augmentent plus rapidement que les zones urbaines ne peuvent y faire face, ce qui entraîne une augmentation de l'intensité de carbone dans les zones urbaines. Selon Bai et al, la recherche sur les changements environnementaux s'est concentrée sur les villes et la façon dont elles sont affectées. Cependant, ces dernières années, la recherche a commencé à s'intéresser davantage aux solutions pour les zones urbaines plutôt que de se concentrer uniquement sur les problèmes.

## Croissance de l'urbanisation mondiale
| Région/pays      | 1985-1990 | 1990-1995 | 1995-2000 | 2000-2005 |
| ---------------- | --------- | --------- | --------- | --------- |
| Asie             | 3,78      | 3.09      | 2,88      | 2.61      |
| Asie du sud est  | 4.11      | 3,99      | 3,84      | 3.40      |
| Asie de l'Est    | 4.08      | 3.08      | 2,82      | 2.52      |
| Chine            | 5.04      | 3,77      | 3.52      | 3.08      |
| L'Europe         | 0,78      | 0,37      | 0,14      | 0,13      |
| Amérique du Nord | 1.24      | 0,57      | 1.51      | 1.37      |
| Océanie          | 1.52      | 1.52      | 1.46      | 1.40      |
| Monde            | 2,70      | 2.33      | 2.18      | 2.04      |

Selon le professeur Lu Dadao, président de la Société géographique de Chine (SGC), l'urbanisation de la Chine a mis 22 ans pour passer de 17,9 % à 39,1 %. Il a fallu 120 ans à la Grande-Bretagne, 80 ans aux États -Unis et plus de 30 ans au Japon pour y parvenir.
Comme le montre le tableau (à droite), la croissance démographique urbaine de la Chine est supérieure à celle de l'Asie et du monde.
Le taux d'urbanisation de la Chine en 2005 était plus élevé que celui de l'Asie et à peu près comparable aux niveaux de l'Asie de l'Est et du Sud-Est. Cependant, le pays a encore un long chemin à parcourir pour rattraper les pays occidentaux développés.

## Données d'urbanisation par province
| Nom de la Province | 1953  | 1964  | 1982  | 1990  | 2000  | 2005   | 2010   | 2011   | 2012   | 2013   | 2014   | 2015   | 2016   | 2017   |
| ------------------ | ----- | ----- | ----- | ----- | ----- | ------ | ------ | ------ | ------ | ------ | ------ | ------ | ------ | ------ |
| Chine*             | 13.3% | 18.3% | 20.9% | 26.4% | 36.2% | 42.99% | 49.7%  | 51.27% | 52.57% | 53.73% | 54.77% | 56.10% | 57.35% | 58.52% |
| Beijing            | 74.3% | 56.0% | 64.7% | 73.4% | 77.5% | 83.62% | 85.96% | 86.20% | 86.20% | 86.30% | 86.35% | 86.50% | 86.50% | 86.50% |
| Shanghai           |       |       |       |       |       | 89.09% | 89.30% | 89.30% | 89.30% | 89.60% | 89.60% | 87.60% | 87.90% | 87.70% |
| Tianjin            |       |       |       |       |       | 75.11% | 79.55% | 80.50% | 81.55% | 82.01% | 82.27% | 82.64% | 82.93% | 82.93% |
| Hebei              |       |       |       |       |       | 37.69% | 44.50% | 45.60% | 46.80% | 48.12% | 49.33% | 51.33% | 53.32% | 55.01% |
| Shanxi             |       |       |       |       |       | 42.11% | 48.05% | 49.68% | 51.26% | 52.56% | 53.79% | 55.03% | 56.21% | 57.34% |
| Inner Mongolia     |       |       |       |       |       | 47.20% | 55.50% | 56.62% | 57.74% | 58.71% | 59.51% | 60.30% | 61.19% | 62.02% |
| Liaoning           |       |       |       |       |       | 58.70% | 62.10% | 64.05% | 65.65% | 66.45% | 67.05% | 67.35% | 67.37% | 67.49% |
| Jilin              |       |       |       |       |       | 52.52% | 53.35% | 53.40% | 53.70% | 54.20% | 54.81% | 55.31% | 55.97% | 56.65% |
| Heilongjiang       |       |       |       |       |       | 53.10% | 55.66% | 56.50% | 56.90% | 57.40% | 58.01% | 58.80% | 59.20% | 59.40% |
| Jiangsu            |       |       |       |       |       | 50.50% | 60.58% | 61.90% | 63.00% | 64.11% | 65.21% | 66.52% | 67.72% | 68.76% |
| Zhejiang           |       |       |       |       |       | 56.02% | 61.62% | 62.30% | 63.20% | 64.00% | 64.87% | 65.80% | 67.00% | 68.00% |
| Anhui              |       |       |       |       |       | 35.50% | 43.01% | 44.80% | 46.50% | 47.86% | 49.15% | 50.50% | 51.99% | 53.49% |
| Fujian             |       | 13.3% | 21.2% | 21.4% | 42.0% | 49.40% | 57.10% | 58.10% | 59.60% | 60.77% | 61.80% | 62.60% | 63.60% | 64.80% |
| Jiangxi            |       |       |       |       |       | 37.00% | 44.06% | 45.70% | 47.51% | 48.87% | 50.22% | 51.62% | 53.10% | 54.60% |
| Shandong           |       |       |       |       |       | 45.00% | 49.70% | 50.95% | 52.43% | 53.75% | 55.01% | 57.01% | 59.02% | 60.58% |
| Henan              |       |       |       |       |       | 30.65% | 38.50% | 40.57% | 42.43% | 43.80% | 45.20% | 46.85% | 48.50% | 50.16% |
| Hubei              |       |       |       |       |       | 43.20% | 49.70% | 51.83% | 53.50% | 54.51% | 55.67% | 56.85% | 58.10% | 59.30% |
| Hunan              |       |       |       |       |       | 37.00% | 43.30% | 45.10% | 46.65% | 47.96% | 49.28% | 50.89% | 52.75% | 54.62% |
| Guangdong          |       |       |       |       |       | 60.68% | 66.18% | 66.50% | 67.40% | 67.76% | 68.00% | 68.71% | 69.20% | 69.85% |
| Guangxi            |       |       |       |       |       | 33.62% | 40.00% | 41.80% | 43.53% | 44.81% | 46.01% | 47.06% | 48.08% | 49.21% |
| Hainan             |       |       |       |       |       | 45.20% | 49.80% | 50.50% | 51.60% | 52.74% | 53.76% | 55.12% | 56.78% | 58.04% |
| Chongqing          |       |       |       |       |       | 45.20% | 53.02% | 55.02% | 56.98% | 58.34% | 59.60% | 60.94% | 62.60% | 64.08% |
| Sichuan            |       |       |       |       |       | 33.00% | 40.18% | 41.83% | 43.53% | 44.90% | 46.30% | 47.69% | 49.21% | 50.79% |
| Guizhou            |       |       |       |       |       | 26.87% | 33.81% | 34.96% | 36.41% | 37.83% | 40.01% | 42.01% | 44.15% | 46.02% |
| Yunnan             |       |       |       |       |       | 29.50% | 34.70% | 36.80% | 39.31% | 40.48% | 41.73% | 43.33% | 45.03% | 46.69% |
| Tibet              |       |       |       |       |       | 20.85% | 22.67% | 22.71% | 22.75% | 23.71% | 25.75% | 27.74% | 29.56% | 30.89% |
| Shaanxi            |       |       |       |       |       | 37.23% | 45.76% | 47.30% | 50.02% | 51.31% | 52.57% | 53.92% | 55.34% | 56.79% |
| Gansu              |       |       |       |       |       | 30.02% | 36.12% | 37.15% | 38.75% | 40.13% | 41.68% | 43.19% | 44.69% | 46.39% |
| Qinghai            |       |       |       |       |       | 39.25% | 44.72% | 46.22% | 47.44% | 48.51% | 49.78% | 50.30% | 51.63% | 53.07% |
| Ningxia            |       |       |       |       |       | 42.28% | 47.90% | 49.82% | 50.67% | 52.01% | 53.61% | 55.23% | 56.29% | 57.98% |
| Xinjiang           |       |       |       |       |       | 37.15% | 43.01% | 43.54% | 43.98% | 44.47% | 46.07% | 47.23% | 48.35% | 49.38% |

### Chine
- Liste des villes de Chine
- Démographie de la Chine
- Économie de la Chine

### Monde
- Urbanisation par pays
- Catégorie : Chronologie des villes

### Développement urbain
- Renouvellement urbain (ou régénération)
- La dégradation urbaine
- Économie urbaine
- Urbaniste
- Aménagement urbain
- L'étalement urbain
- Liste des communautés planifiées
- Nouvelle ville